# Le Breuil (Saône-et-Loire)
Le Breuil ist eine französische Gemeinde mit 3508 Einwohnern (Stand: 1. Januar 2022) im Département Saône-et-Loire in der Region Bourgogne-Franche-Comté. Sie gehört zum Arrondissement Autun und zum Kanton Le Creusot-2. Die Einwohner werden Brogélien(ne)s genannt.

## Geographie
Le Breuil ist eine banlieue im Osten von Le Creusot. In der Gemeinde liegen die beiden großen Seen, der Grand Étang de Torcy und der Étang de Montaubry. Umgeben wird Le Breuil von den Nachbargemeinden Saint-Firmin im Norden, Saint-Pierre-de-Varennes im Nordosten, Essertenne und Saint-Julien-sur-Dheune im Osten, Écuisses im Südosten, Torcy im Süden sowie Le Creusot im Westen.

## Bevölkerungsentwicklung
| Jahr      | 1962 | 1968 | 1975 | 1982 | 1990 | 1999 | 2006 | 2011 | 2019 |
| Einwohner | 2382 | 2471 | 3067 | 3368 | 3741 | 3667 | 3508 | 3622 | 3538 |

## Sehenswürdigkeiten
- Schloss Le Breuil
- die Seen

## Gemeindepartnerschaften
Mit der italienischen Gemeinde Verucchio in der Provinz Rimini (Emilia-Romagna) besteht eine Partnerschaft.